# Proutictis minorata
Proutictis minorata là một loài bướm đêm trong họ Geometridae.